# Вітрильний спорт на літніх Олімпійських іграх 1924
Змагання з вітрильного спорту на літніх Олімпійських іграх 1924 в Парижі тривали з 10 до 13 липня поблизу узбережжя Мелана і Гавра. Розіграно 3 комплекти нагород у відкритих дисциплінах, тобто жінки могли змагатися нарівні з чоловіками.

## Країни
| Аргентина (ARG)       | Бельгія (BEL) | Канада (CAN)         | Куба (CUB)       |
| Данія (DEN)           | Іспанія (ESP) | Фінляндія (FIN)      | Франція (FRA)    |
| Велика Британія (GBR) | Італія (ITA)  | Монако (MON)         | Нідерланди (NED) |
| Норвегія (NOR)        | Польща (POL)  | Португалія (POR)     | ПАР (RSA)        |
| Швейцарія (SUI)       | Швеція (SWE)  | Чехословаччина (TCH) |                  |

## Медальний залік
Джерело:
| Дисципліна     | Золото                                                                                              | Срібло                                                                                           | Бронза                                                                                   |
| -------------- | --------------------------------------------------------------------------------------------------- | ------------------------------------------------------------------------------------------------ | ---------------------------------------------------------------------------------------- |
| 1924: Монотип  | Бельгія (BEL) · Леон Уйбрехтс                                                                       | Норвегія (NOR) · Генрік Роберт                                                                   | Фінляндія (FIN) · Ганс Діттмар                                                           |
| 1924: 6 метрів | Норвегія (NOR) · Андерс Лундґрен · Крістофер Даль · Еуґен Лунде                                     | Данія (DEN) · Вільгельм Ветт · Кнуд Деґн · Крістіан Нільсен                                      | Нідерланди (NED) · Йоган Карп · Антоней Ґейпін · Ян Вреде                                |
| 1924: 8 метрів | Норвегія (NOR) · Карл Рінґвольд · Рік Бокеліє · Гаральд Гаґен · Інґар Нільсен · Карл Рінґвольд мол. | Велика Британія (GBR) · Ернест Руні · Гаролд Фаулер · Едвін Джейкоб · Томас Ріґґс · Волтер Ріґґс | Франція (FRA) · Луї-Шарль Бреґе · П'єр Готьє · Робер Жирарде · Андре Гер'є · Жорж Молляр |

## Таблиця медалей
| Місце               | Країна                | Золото | Срібло | Бронза | Загалом |
| ------------------- | --------------------- | ------ | ------ | ------ | ------- |
| 1                   | Норвегія (NOR)        | 2      | 1      | 0      | 3       |
| 2                   | Бельгія (BEL)         | 1      | 0      | 0      | 1       |
| 3                   | Велика Британія (GBR) | 0      | 1      | 0      | 1       |
| 3                   | Данія (DEN)           | 0      | 1      | 0      | 1       |
| 5                   | Нідерланди (NED)      | 0      | 0      | 1      | 1       |
| 5                   | Франція (FRA)         | 0      | 0      | 1      | 1       |
| 5                   | Фінляндія (FIN)       | 0      | 0      | 1      | 1       |
| Загалом (7 збірних) | Загалом (7 збірних)   | 3      | 3      | 3      | 9       |